# Кадима
Кадима (на иврит: קדימה, „Напред“) е центристка либерална политическа партия в Израел.
Основана е през есента на 2005 година от умереното крило на консервативната партия Ликуд, оглавявано от министър-председателя Ариел Шарон. Кадима е подкрепяна и от Шимон Перес, без той да е станал неин член.

Основните принципи на партията са следните:
1. Израелската нация има историческо право върху цялата територия на Палестина. Въпреки това една част от тази територия може да бъде отстъпена, като същевременно бъдат запазени много от еврейските селища на западния бряг на р. Йордан, а Йерусалим си остава вечна и неделима столица на еврейската държава.
2. Прилагането на т.нар. „Пътна карта за мир в Близкия изток“ трябва да доведе до решаване на палестино-израелския конфликт.
3. Кадима е за реформа на избирателната система на страната с оглед подобряване на стабилността на еврейската държава.
През първите години от своето съществуване партията се ползва с широка популярност и нейни представители оглавяват правителството през 2005-2009 година, но след това тя губи влиянието си, като през 2012 година се разцепва и бившият партиен лидер Ципи Ливни основава партията Хатнуа.
На парламентарните избори през 2013 година Кадима получава 2,1% от гласовете и 2 от 120 места в Кнесета, а през 2015 година не влиза в парламента.

## Лидери
- Ариел Шарон (2005-2006)
- Ехуд Олмерт (2006-2008)
- Ципи Ливни (2008-2012)
- Шаул Мофаз (2012-2015)
- Акрам Хасон (2015)